# Залесье (Житомирская область)
Залесье (укр. Залісся) — село на Украине, находится в Народичском районе Житомирской области.
Код КОАТУУ — 1823783401. Население по переписи 2001 года составляет 490 человек. Почтовый индекс — 11414. Телефонный код — 4140. Занимает площадь 1,842 км².

## Адрес местного совета
11414, Житомирская область, Народичский р-н, с.Залесье